# Martha Schmidtmann

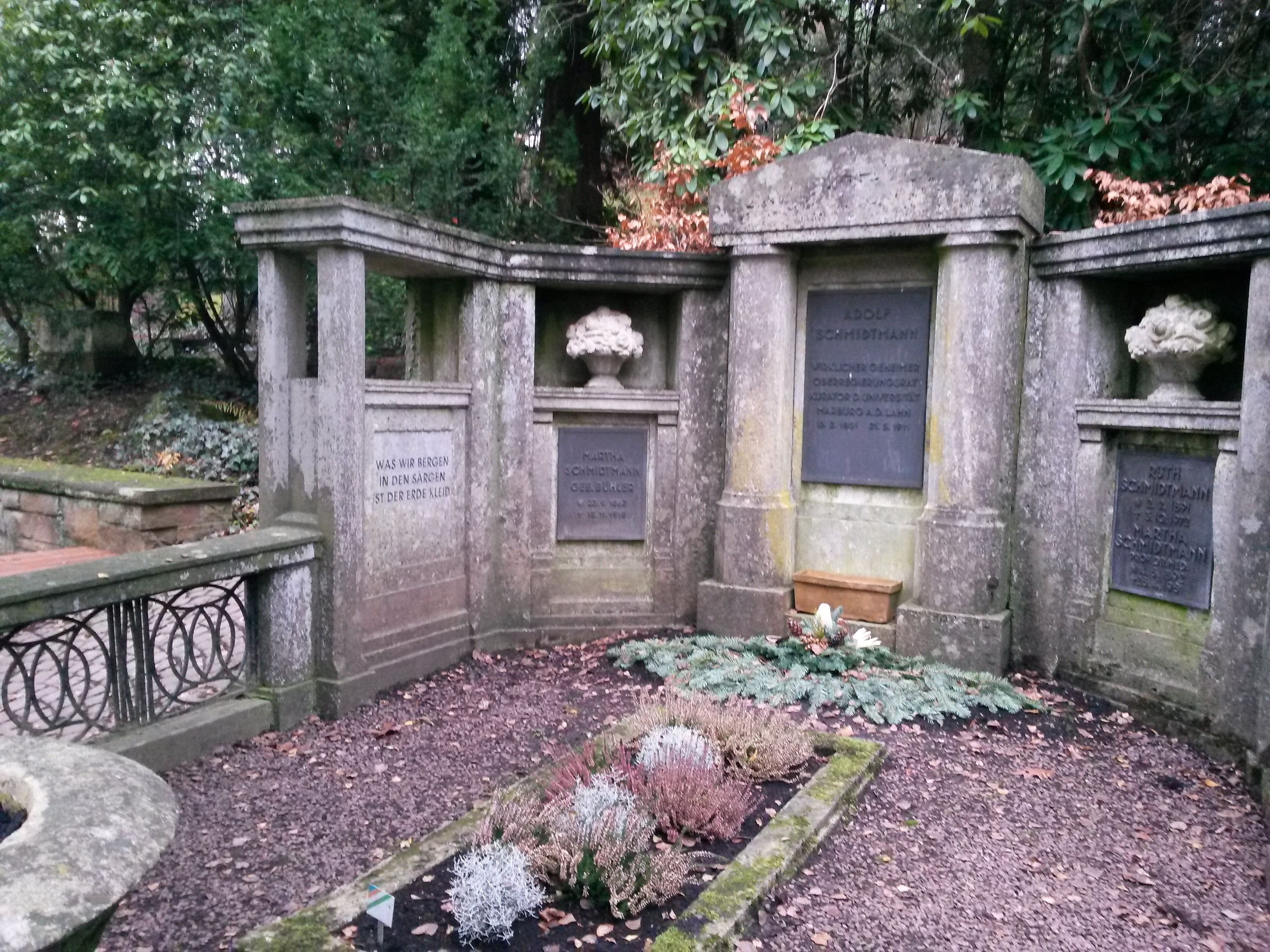
Grabstätte der Familie Schmidtmann auf dem Hauptfriedhof Marburg.

Karoline Amalie Martha Schmidtmann (* 4. August 1892 in Oppeln, Schlesien; † 28. April 1981 in Stuttgart-Bad Cannstatt) war eine deutsche Medizinerin und Pathologin.

## Leben
Martha Schmidtmann legte 1911 an der Augusta-Viktoria-Schule in Berlin-Charlottenburg ihr Abitur ab. 1916 wurde sie mit dem Thema Über feinere Strukturveränderungen des Muskels bei Inaktivitätsatrophie an der Philipps-Universität Marburg promoviert. Ab 1916 war sie als Medizinalpraktikantin an der Medizinischen Klinik in Marburg, dann am Kieler Pathologischen Institut unter Alfred Schittenhelm tätig. Sie wechselte ans Pathologische Institut in Hamburg unter Otto Lubarsch, dem sie 1919 nach Berlin folgte. 1923 ging Martha Schmidtmann zu Werner Hueck in Leipzig, wo sie sich insbesondere mit Problemen des Zellstoffwechsels beschäftigte. Sie habilitierte sich 1925 als erste Frau an der Medizinischen Fakultät in Leipzig und deutschlandweit als erste Frau in Pathologie. Thema ihrer Habilitationsschrift war Über die intrazelluläre Wasserstoffionenkonzentration unter physiologischen und einigen pathologischen Bedingungen. Von 1930 bis 1932 war sie nichtplanmäßige außerordentliche Professorin für Allgemeine Pathologie und Pathologische Anatomie an der Medizinischen Fakultät der Universität Leipzig.
Ihre nächste berufliche Station führte sie nach Stuttgart, wo sie vom Stuttgarter Gemeinderat zur Leiterin des Pathologischen Instituts am Krankenhaus Stuttgart-Cannstatt berufen wurde. Nach 1933 trat sie der NSDAP und dem NS-Ärztebund bei. Aufgrund dessen wurde sie nach Kriegsende auf Anordnung der amerikanischen Militärbehörde aus dem städtischen Dienst entlassen; sie gründete daraufhin ein privates pathologisches Labor. 1950 wurde sie zur Direktorin des Pathologischen Instituts am Katharinenhospital berufen.
1961 gründete Martha Schmidtmann die nach ihrem Vater benannte Prof. Dr. Adolf-Schmidtmann-Stiftung für junge Wissenschaftler in den Fachbereichen Medizin und Geschichte.
1968 wurde sie zur Ehrensenatorin der Universität Marburg ernannt. Ende der 1990er Jahre wurde ihr zu Ehren eine Straße Martha-Schmidtmann-Straße benannt, die an das Klinikum Bad Cannstatt grenzt.
Martha Schmidtmann starb in Cannstatt, ist aber auf dem Hauptfriedhof in Marburg bestattet.

## Werke
- Kraftverkehr und Volksgesundheit. Gibt es chronische Autoabgasschäden? Experimentelle Untersuchungen am Benzinmotor. Jena 1934.